# Tito Atilio Rufo
Tito Atilio Rufo (fallecido en 85) fue un senador romano, que desempeñó diversos cargos durante los reinados de Nerón, Vespasiano y Domiciano. Fue cónsul sufecto en algún nundinium alrededor del año 82. Se le conoce principalmente a través de inscripciones.

## Carrera política
Miembro de la gens Atilia, Rufo fue gobernador de tres provincias. La primera provincia que administró fue una senatorial, Creta y Cirenaica, gobierno que Werner Eck fecha en el año 67. Después fue cónsul sufecto, dado que posteriormente dirigió dos provincias de rango consular. Así, fue asignado a la provincia imperial de Panonia, fechando Eck este mandato 79 a 82. Inmediatamente después Rufo fue nombrado gobernador de la provincia imperial de Siria, que Eck fecha de 82 a 85. Según Tácito, Rufo murió mientras servía como gobernador de Siria; el suegro de Tácito Cneo Julio Agrícola se barajó como posible surcesor de Atilio Rufo pero Domiciano nunca se lo ofreció a Agrícola.

## Descendencia
Tito Atilio Rufo Ticiano, el cónsul de 127, puedo haber sido su hijo.